# Mărcești, Bacău
Mărcești este un sat în comuna Căiuți din județul Bacău, Moldova, România. Din comuna Căiuți.
 Acest articol despre o localitate din județul Bacău este deocamdată un ciot. Puteți ajuta Wikipedia prin completarea lui.